# Canton de Bordeaux-4
Le canton de Bordeaux-4 est une circonscription électorale française située dans le département de la Gironde, en région Nouvelle-Aquitaine.

## Histoire
Ce canton est créé en 1801 en même temps que les cantons de Bordeaux-1 à 6, à la suite de la scission du canton de Bordeaux. Il se compose alors d'une partie sud-ouest de la ville de Bordeaux et de la commune de Talence jusqu'au 13 juillet 1973, date à laquelle cette commune est rattachée au canton de Talence nouvellement créé. De 1833 à 1840, les cantons de Bordeaux-4 et de Carbon-Blanc avaient le même conseiller général. Le nombre de conseillers généraux était limité à 30 par département.
Un nouveau découpage territorial de la Gironde (département) entre en vigueur à l'occasion des premières élections départementales suivant le décret du 20 février 2014. Les conseillers départementaux sont, à compter de ces élections, élus au scrutin majoritaire binominal mixte. Les électeurs de chaque canton élisent au Conseil départemental, nouvelle appellation du Conseil général, deux membres de sexe différent, qui se présentent en binôme de candidats. Les conseillers départementaux sont élus pour 6 ans au scrutin binominal majoritaire à deux tours, l'accès au second tour nécessitant 12,5 % des inscrits au 1er tour. 
En outre la totalité des conseillers départementaux est renouvelée. Ce nouveau mode de scrutin nécessite un redécoupage des cantons dont le nombre est divisé par deux avec arrondi à l'unité impaire supérieure si ce nombre n'est pas entier impair, assorti de conditions de seuils minimaux. Dans la Gironde, le nombre de cantons passe ainsi de 63 à 33. Le nouveau canton de Bordeaux-4 constitue une fraction cantonale de Bordeaux. Il est entièrement inclus dans l'arrondissement de Bordeaux. Le bureau centralisateur est situé à Bordeaux.

## Géographie

Les cinq cantons de Bordeaux depuis 2015.

Le canton de Bordeaux-4 est organisé dans l'arrondissement de Bordeaux, dans la partie sud-ouest de la commune de Bordeaux. Son altitude varie de 1 m à 42 m pour une altitude moyenne de 6 m.

## Représentation

### Conseillers généraux de 1833 à 2015
| Période | Période           | Identité                             | Étiquette                | Qualité |
| ------- | ----------------- | ------------------------------------ | ------------------------ | --- |
| 1833    | 1840              | François Roul                        | Majorité ministérielle   | Négociant en vins Maire de Talence Député (1831-1848) |
| 1840    | 1848              | Bernard Nicolas René Hyacinthe Devès |                          | Vice-Président du Tribunal civil de Bordeaux, conseiller d'arrondissement du canton de Bordeaux-2                                                        |
| 1848    | 1852              | Jean Hippolyte Tandonnet             |                          | Armateur, adjoint au maire de Bordeaux |
| 1852    | 1867              | Denis Jean-Jacques Puydebat          |                          | Médecin, chirurgien en chef de l'Hôtel-Dieu de Bordeaux                                                                                                  |
| 1867    | 1871              | Guillaume Duprada                    | Républicain              | Courtier de marchandises Adjoint au maire de Bordeaux |
| 1871    | 1876 (décès)      | Charles Laterrade                    | Républicain              | Ecrivain Vénérable de la loge Les Amis, Bordeaux |
| 1876    | 1883              | Michel Laporte                       | Républicain              | Professeur de mathématiques à Bordeaux |
| 1883    | 1883 (annulation) | Georges Boulanger                    | Boulangiste              | Général, ancien Ministre de la Guerre (1886) Député de Charente-Inférieure (1888-1889), de la Dordogne (1888), du Nord (1888-1889) et de la Seine (1889) |
| 1883    | 1889              | Auguste Mérillon                     | Républicain              | Secrétaire en chef des hospices de Bordeaux |
| 1889    | 1889 (annulation) | Georges Boulanger                    | Boulangiste              | Général |
| 1889    | 1895              | Charles Gruet                        | Républicain              | Négociant en vins Député (1893-1898) Maire de Bordeaux (1912-1919)                                                                                       |
| 1895    | 1907              | Émile Couturier                      | Républicain Progressiste | Propriétaire, adjoint au maire de Bordeaux |
| 1907    | 1919              | Alphonse-Anatole Dupeux              | Républicain              | Médecin, propriétaire, ancien adjoint au maire de Bordeaux, conseiller d'arrondissement                                                                  |
| 1919    | 1925              | Léon Boyer                           | RG                       | Industriel à Talence, conseiller d'arrondissement Propriétaire du château Laburthe à Gradignan                                                           |
| 1925    | 1937              | Pierre dit Georges Lasserre          | SFIO puis USR            | Instituteur Maire de Talence, conseiller d'arrondissement Député (1922-1928)                                                                             |
| 1937    | 1940              | Edmond Costedoat                     | SFIO                     | Professeur à l'Université de Bordeaux Ancien adjoint au maire de Bordeaux Conseiller général du canton de Bordeaux-3 (1922-1928)                         |
|         |                   |                                      |                          | |
| 1945    | 1949              | Pierre-Emmanuel Guillet              | SFIO                     | Journaliste Député (1945-1946) |
| 1949    | 1967              | Jacques Lavigne                      | RS puis UNR              | Avocat - Député (1958-1967) |
| 1967    | 1970              | Marcel Thomas                        | Rad.                     | Elu en 1973 dans le Canton de Talence |
| 1970    | 1989 (démission)  | Jacques Valade                       | UDR puis RPR             | Professeur de faculté Député (1970-1973) Sénateur de la Gironde (1980-1987 et 1989-2008)                                                                 |
| 1990    | 2008              | Stéphan Delaux                       | RPR                      | Chef d'entreprise Adjoint au maire de Bordeaux |
| 2008    | 2015              | Jean-Louis David                     | UMP                      | Adjoint au maire de Bordeaux Élu en 2015 dans le canton de Bordeaux-2                                                                                    |

### Conseillers d'arrondissement (de 1833 à 1940)
| Période                                  | Période | Identité                    | Étiquette                      | Qualité |
| ---------------------------------------- | ------- | --------------------------- | ------------------------------ | --- |
| 1833                                     | 1845    | Antoine Maximin Lacoste     |                                | Avocat à Bordeaux                                                                                           |
|                                          |         |                             |                                | |
| 1848                                     | 1852    | Émile Feytit                |                                | Avocat, adjoint au maire de Bordeaux, nommé secrétaire de Préfecture en 1852                                |
|                                          |         |                             |                                | |
| 1871                                     | 1874    | M. Bouniol                  |                                | |
| 1874                                     | 1883    | Jean-Urbain Fourcand-Léon   | Républicain radical            | Commerçant, Député (1881-1885), conseiller municipal de Bordeaux (1870-1884)                                |
| 1883                                     | 1892    | Léon Duru                   | Républicain                    | Constructeur-mécanicien                                                                                     |
| 1892                                     | 1898    | Jean Rigoulau               | Républicain                    | Président de la Société française de sauvetage du Sud-Ouest                                                 |
| 1898                                     | 1907    | Alphonse-Anatole Dupeux     | Républicain radical            | Médecin, adjoint au maire de Bordeaux                                                                       |
| 1907                                     | 1919    | Léon Boyer                  | Radical                        | Industriel à Talence, propriétaire du château Laburthe à Gradignan                                          |
| 1919                                     | 1922    | Paul Métivier               | Union républicaine nationale   | Entrepreneur de travaux publics                                                                             |
| 1922                                     | 1925    | Pierre dit Georges Lasserre | SFIO                           | Instituteur, maire de Talence Député (1922-1928)                                                            |
| 1925                                     | 1928    | Henri Lauga                 | SFIO                           | Cheminot puis employé municipal                                                                             |
| 1928                                     | 1940    | Lucien Bost                 | Alliance démocratique radicale | Propriétaire à Talence                                                                                      |
| 1940                                     |         |                             |                                | Les conseils d'arrondissement ont été suspendus par la loi du 12 octobre 1940 et n'ont jamais été réactivés |
| Les données manquantes sont à compléter. |         |                             |                                | |

### Conseillers départementaux depuis 2015
| Période élective | Période élective | Mandat | Mandat   | Identité          | Nuance | Nuance | Qualité |
| ---------------- | ---------------- | ------ | -------- | ----------------- | ------ | ------ | --- |
| 2015             | 2021             | 2015   | 2021     | Philippe Dorthe   |        | PS     | Cadre honoraire de la SNCF Ancien conseiller général du Canton de Bordeaux-1 Conseiller régional d'Aquitaine |
| 2015             | 2021             | 2015   | 2021     | Corinne Guillemot |        | PS     | Consultante en communication et chargée de cours                                                             |
| 2021             | 2028             | 2021   | en cours | Vincent Maurin    |        | PCF    | Directeur d'école - Adjoint au Maire de Bordeaux                                                             |
| 2021             | 2028             | 2021   | en cours | Véronique Seyral  |        | PS     | Adjointe au maire de Bordeaux                                                                                |

### Résultats détaillés

#### Élections de mars 2015
À l'issue du premier tour des élections départementales de 2015, deux binômes sont en ballottage : Anne-Marie Cazalet et Yohan David (Union de la droite, 35,16 %) et Philippe Dorthe et Corinne Guillemot (PS, 30,80 %). Le taux de participation est de 44,31 % (12 403 votants sur 27 992 inscrits) contre 50,55 % au niveau départemental et 50,17 % au niveau national.
Au second tour, Philippe Dorthe et Corinne Guillemot (PS) sont élus avec 50,36 % des suffrages exprimés et un taux de participation de 41,39 % (5 404 voix pour 11 587 votants et 27 992 inscrits).

#### Élections de juin 2021
Le premier tour des élections départementales de 2021 est marqué par un très faible taux de participation (33,26 % au niveau national). Dans le canton de Bordeaux-4, ce taux de participation est de 27,21 % (8 955 votants sur 32 907 inscrits) contre 33,41 % au niveau départemental. À l'issue de ce premier tour, deux binômes sont en ballottage : Vincent Maurin et Véronique Seyral (Union à gauche, 32,56 %) et Alexandra Martin et Luc Pascal (REM, 20,11 %).
Le second tour des élections est marqué une nouvelle fois par une abstention massive équivalente au premier tour. Les taux de participation sont de 34,36 % au niveau national, 33,6 % dans le département et 26,12 % dans le canton de Bordeaux-4. Vincent Maurin et Véronique Seyral (Union à gauche) sont élus avec 57,01 % des suffrages exprimés (4 377 voix pour 8 600 votants et 32 922 inscrits),,. 

## Composition
| Nom                              | Code Insee | Intercommunalité   | Superficie (km2) | Population (dernière pop. légale)                 | Densité (hab./km2) | Modifier                                    |
| -------------------------------- | ---------- | ------------------ | ---------------- | ------------------------------------------------- | ------------------ | ------------------------------------------- |
| Bordeaux (bureau centralisateur) | 33063      | Bordeaux Métropole | 49,36            | Fraction : 66 340 (2022) Commune : 265 328 (2022) | 5 375              | modifier les données · modifier les données |
| Canton de Bordeaux-4             | 3305       |                    |                  | 66 340 (2022)                                     |                    | modifier les données                        |

Le nouveau canton de Bordeaux-4 comprend la partie de la commune de Bordeaux située rive gauche de la Garonne et au nord de l'axe des voies et limites suivantes : rue de la Croix-de-Seguey, rue Labottière, rue Camille-Godard, rue Mandron, rue de la Course, rue d'Aviau, cours de Verdun, cours Xavier-Arnozan, place Lainé jusqu'au quai Louis-XVIII et au croisement de la rue Esprit-des-Lois, la Garonne.

## Démographie

### Démographie avant 2015
| 1962 | 1968 | 1975 | 1982 | 1990   | 1999   | 2006   | 2011   | 2012   |
| ---- | ---- | ---- | ---- | ------ | ------ | ------ | ------ | ------ |
| -    | -    | -    | -    | 29 029 | 30 994 | 33 535 | 34 289 | 34 270 |

### Démographie depuis 2015
En 2022, le canton comptait 66 340 habitants, en évolution de +16,4 % par rapport à 2016 (Gironde : +6,91 %, France hors Mayotte : +2,11 %).
| 2013   | 2018   | 2022   |
| ------ | ------ | ------ |
| 50 835 | 61 077 | 66 340 |